# Jacek Gapiński
Jacek Gapiński – polski fizyk, doktor habilitowany nauk fizycznych, specjalizuje się w biofizyce, profesor nadzwyczajny Uniwersytetu im. Adama Mickiewicza w Poznaniu.

## Życiorys
Studia z fizyki ukończył w 1990 na Wydziale Fizyki UAM, gdzie dwa lata wcześniej został zatrudniony w nowo powstałym Zakładzie Biofizyki Molekularnej. W 1994 otrzymał stopień doktorski na podstawie pracy pt. Badanie struktury i dynamiki układów supramolekularnych przy pomocy spektroskopii korelacji fotonów (promotorem był Andrzej Dobek). Habilitował się w 2010. Pracuje jako profesor nadzwyczajny w macierzystym zakładzie. Prowadzi zajęcia z biofizyki.
Zainteresowania badawcze J.Gapińskiego dotyczą m.in. produkcji pierwotnej w procesie fotosyntezy, spektroskopii korelacji fotonów, polielektrolitów, właściwości hydrodynamicznych i krystalizacji układów koloidalnych, mikroskopii konfokalnej, dynamiki polimerów i cieczy przechłodzonych oraz nanodyfuzji.
Swoje prace publikował m.in. w amerykańskim "Journal of Chemical Physics" oraz w "Acta Physica Polonica". Jest członkiem Polskiego Towarzystwa Fizycznego. Zasiada w radzie naukowej poznańskiego Centrum NanoBioMedycznego UAM.